# Поляна (горы)
Поляна (словац. Poľana) — горный массив в центральной Словакии, часть Словацкого Стредогорья у Детвы. Расположен между долиной реки Грон на севере и массивом Яворье на юге. Наивысшая точка — потухший вулкан Поляна, 1458 м.
В 1990 году Поляна стала заповедником ЮНЕСКО.